# Peter Olsson (naturforskare)
Peter Olsson, född 11 december 1838 i Hörja, död 12 januari 1923 i Östersund, var en svensk natur- och fornforskare.
Olsson blev filosofie doktor 1865 och docent i zoologi vid Lunds universitet 1867. Han var lektor vid Östersunds högre allmänna läroverk 1869–1905, intendent vid Jämtlands läns fornminnesförening 1887–1905 och observator vid Östersunds meteorologiska station 1884–1905. 
Olsson utgav bland annat flera arbeten över parasitiska maskar och kräldjur, över Jämtlands fjällväxter samt i Jämtlands läns fornminnesförenings tidskrift en mängd artiklar om Jämtland och Härjedalens äldre historia.
Han invaldes 1909 i Kungliga Vitterhetsakademien som ledamot nummer 101.